# Luxembourg aux Jeux olympiques d'été de 1984
Le Luxembourg  participe aux Jeux olympiques d'été de 1984 à Los Angeles du 28 juillet au 12 août 1984. Il s'agit de sa 16e participation à des Jeux olympiques d'été.

## Athlétisme
Le Luxembourg aligne Marc Agosta (lb) aux épreuves d'athlétisme.

## Tir
Roland Jacoby (lb) participe au tir.

## Tir à l'arc
Le Luxembourg est représenté dans les compétitions de tir à l'arc par trois athlètes.